# Diploglossus owenii
Diploglossus owenii es una especie de lagarto que pertenece a la familia Diploglossidae. Es nativo del sur de México y Guatemala.